# Kiprej
Kiprej (ciprej; lat. Chamaenerion), biljni rod iz porodice Onagraceae, ili vrbolikovke raširen po umjerenim područjima Euroazije. Molekularna analiza snažno podupire odvajanje Chamaeneriona od Epilobiuma (Baum et al. 1994.) i ova se taksonomija sada naširoko slijedi (vidi također Wagner et al. 2007., Stace 2010.).
Uključeno je 10 vrsta, plus jedan hibrid iz Austrije. U Hrvatskoj raste uskolisna vrbolika, gdje se još vodi kao Epilobium angustifolium L.

## Vrste
1. Chamaenerion angustifolium (L.) Scop.
2. Chamaenerion bondarenkoi Tzvelev
3. Chamaenerion bordzilovskyi Tzvelev
4. Chamaenerion colchicum (Albov) Steinb.
5. Chamaenerion conspersum (Hausskn.) Kitam.
6. Chamaenerion dodonaei (Vill.) Schur ex Fuss.
7. Chamaenerion fleischeri (Hochst.) Fritsch
8. Chamaenerion latifolium (L.) Sweet
9. Chamaenerion speciosum (Decne.) Hoch & K. Gandhi
10. Chamaenerion stevenii (Boiss.) Sosn. ex Grossh.
11. Chamaenerion ×prantlii (Dalla Torre & Sarnth.) comb. ined.

## Sinonimi
- Chamerion (Raf.) Raf. ex Holub; Folia Geobot. Phytotax. 7(1): 85 (1972)